# Julie Vollertsen
Julie Jo Vollertsen (Syracuse, 18 de março de 1959) é uma ex-jogadora de voleibol dos Estados Unidos que competiu nos Jogos Olímpicos de 1984.
Em 1984, ela fez parte da equipe americana que conquistou a medalha de prata no torneio olímpico, no qual atuou em cinco partidas.